# Nagrada Buker
Nagrada Buker (енгл. The Booker Prize) je jedna od najprestižnijih književnih nagrada u svijetu. Dodjeljuje se svake godine za najbolji roman objavljen na engleskom jeziku. Za nagradu konkurišu autori iz zemalja Komonvelta i Republike Irske.
Postoji i Međunarodna nagrada Buker (енгл. The International Booker Prize), prvi put dodijeljena 2005. godine. Za nju mogu konkurisati svi autori svijeta. Takođe, postojala je i Ruska nagrada Buker (рус. Русский Букер), od 1992. do 2017 godine.
Dobitnicima Bukerove nagrade uglavnom je osiguran međunarodni publicitet i uspjeh. Već i sam ulazak u širi ili uži izbor autoru osigurava dovoljnu zapaženost u književnim krugovima. 
Novčani iznos nagrade prvobitno je iznosio 21.000 funti, ali je postepeno narastao do 50.000 funti, koliko je dodijeljeno dobitniku u 2005. godini.